# SKF-77,434
SKF-77,434是一种含氮有机化合物，化学式C
19H
21NO
2，属于多巴胺受体D1的选择性部分激动剂，能作为兴奋剂。